# Gerhardus Kruys
Gerhardus Kruys (Vriezenveen, 21 augustus 1838 – Den Haag, 12 december 1902) was een Nederlands vice-admiraal en minister van Marine.

## Biografie

### Vroege loopbaan
Kruys stamde uit een Vriezenveense patriciërsfamilie en werd op 21 september 1853 benoemd tot adelborst aan de Koninklijke Militaire Academie te Breda als bestemd voor de eigenlijke zeedienst (gelijktijdig met adelborst C.J. Marinkelle). Met ingang van 1 september 1858 werd hij benoemd tot adelborst der eerste klasse bij de Nederlandse zeemacht (gelijktijdig met onder meer C.A. Jeekel) en met ingang van 6 september geplaatst op het fregat De Ruyter. Hij maakte in 1857 een reis aan boord van Zr. Ms. instructiebrik Zeehond in de Middellandse Zee, onder meer naar Lissabon en werd op 1 januari 1859 bevorderd tot luitenant-ter-zee tweede klasse. Van 1 oktober tot 20 december 1862 was hij werkzaam op Zr. Ms. wachtschip De Rijn te Hellevoetsluis, waarna hij overgeplaatst werd op Zr. Ms. schroefstoomschip Soestdijk, dat koers zette naar West-Indië. Het schip werd in juni 1866 buiten dienst genomen en Kruys op non-activiteit gesteld.
Met ingang van 16 mei 1867 werd hij geplaatst op Zr. Ms. wachtschip te Hellevoetsluis en per 1 januari 1868 bevorderd tot luitenant-ter-zee eerste klasse. Hij werd vervolgens geplaatst op Zr. Ms. kanonneerboot nummer 3 als commandant en in september 1869 overgeplaatst op Zr. Ms. transportschip met stoomvermogen Java, waarmee hij deel ging uitmaken van het Indische eskader. Kruys keerde als passagier per stoomschip Koning der Nederlanden in augustus 1873 terug naar Nederland en werd aldaar tijdelijk op non-activiteit gesteld.

### Tochten door de Indische wateren

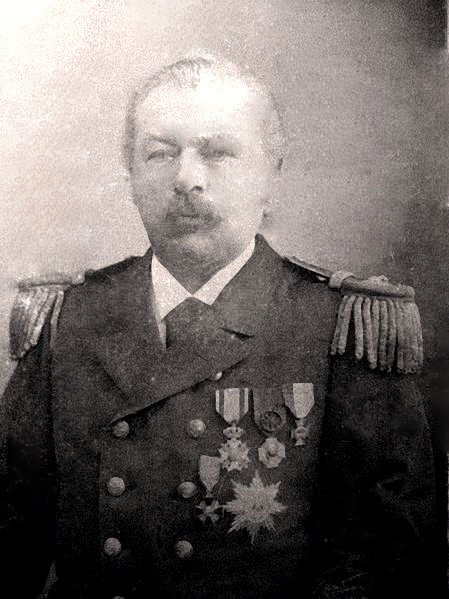
Gerhardus Kruys

Met ingang van april 1875 werd hij op de rol gezet van Zr. Ms. wachtschip te Willemsoord en gedetacheerd aan boord van het instructievaartuig Pro Patria (waarbij hij luitenant-ter-zee C.E. Uhlenbeck afloste). In september 1876 werd het schroefstoomschip Het Loo, liggend te Willemsoord, als artillerie-instructieschip in dienst gesteld en werd het bevel daarover opgedragen aan Kruys. In februari 1877 werd hij benoemd tot officier in de Orde van de Eikenkroon en op 1 augustus 1878 bevorderd tot kapitein-luitenant-ter-zee. Datzelfde jaar verkreeg hij toestemming tot het dragen der versierselen van ridder in de Orde van Sint-Anna derde klasse. Bij Koninklijk Besluit van 17 november 1879 werd Kruys eervol ontheven van zijn commandement van Het Loo en ingedeeld bij het Indische eskader; hij vertrok als passagier per Koning der Nederlanden daarheen en werd eerst geplaatst op Zr. Ms. wachtschip te Batavia en vervolgens met het commando over Zr. Ms. stoomschip Bromo belast.
In juni 1881 werd hij geplaatst bij het Department van Marine te Batavia om belast te worden met de afdeling personeel (chef der eerste afdeling). In juli 1883 verkreeg hij toestemming te repatriëren en vertrok vervolgens aan boord van het stoomschip Sumatra (als passagier) naar Nederland. Datzelfde jaar (1 mei) werd hij bevorderd tot kapitein-ter-zee. Met ingang van 1 mei 1884 werd hij benoemd tot onderdirecteur bij de Marinewerf te Amsterdam. Daarnaast werd hij aangesteld als lid van de Raad van Tucht voor de Koopvaardij

### Politieke loopbaan

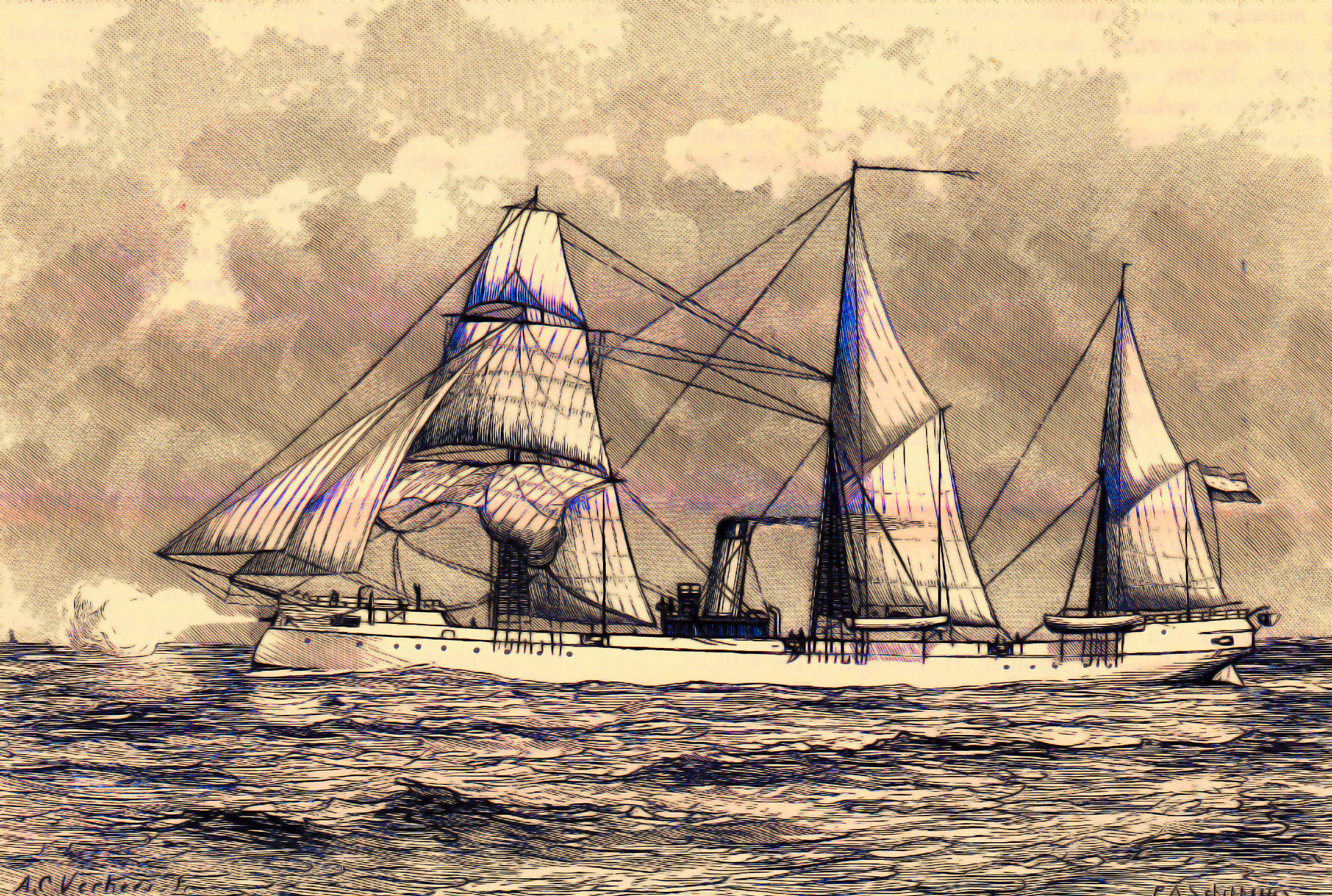
Schroefstoomschip Java, waarop Kruys voer.

Met ingang van 16 april 1886 werd hij eervol ontheven van zijn positie als onderdirecteur der Marinewerf en in maart 1887 werd hij benoemd in een commissie, die tot doel had plannen te ontwerpen en voorstellen te doen betreffende een op te richten stafschool voor zeeofficieren. Op 10 juli 1888 werd een staatscommissie opgericht ter voorbereiding van de volgens alinea 2 artikel 181 der grondwet gevorderde wet betreffende de verdediging van het land. De commissie werd onder meer opgedragen een onderzoek in te stellen en een advies uit te brengen met betrekking tot de wenselijke grondslagen voor de wettelijke regeling, die ingevolgde de tweede alinea van artikel 181 der grondwet getroffen zouden moeten worden. Voorzitter van de commissie, waarin ook Kruys was benoemd, was Minister van Oorlog J.W. Bergansius. Overige leden waren onder meer leden van de Eerste en Tweede Kamer en officieren als luitenant-generaal H.G. Boumeester, luitenant-generaal J.M. van der Star en luitenant-kolonel A. Kool.

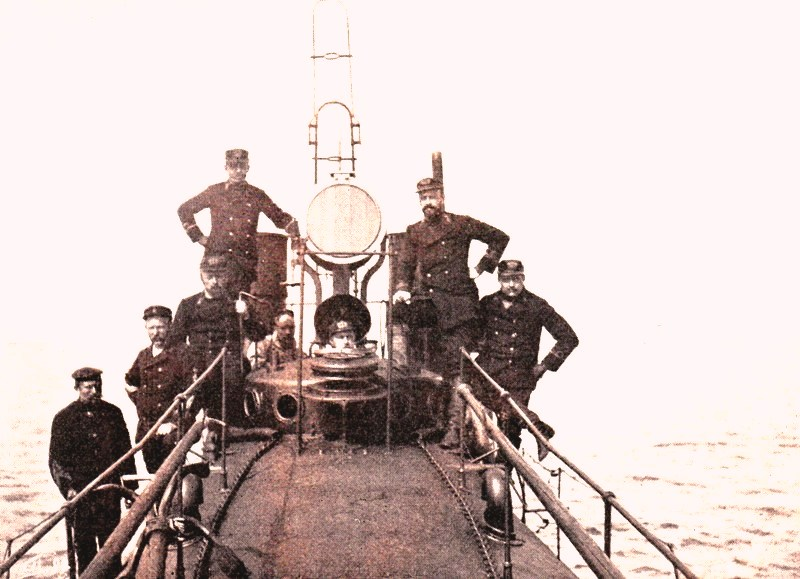
Manschappen op een torpedoboot in 1899.

Bij Koninklijk Besluit van 31 juli 1889 werd een commissie ingesteld om de vraag te beantwoorden: of het uit een staatkundig en financieel, en ook uit een technisch-maritiem oogpunt, wensenlijk was de dan bestaande indeling der maritieme middelen in Nederlands-Indië overeenkomstig het Koninklijk Besluit van 16 november 1866 nummer 80 in een Nederlands auxiliair eskader, een Indische militaire marine en een Indische gouvernementsmarine te bestendigen. De voorzitter van deze commissie was I.D. Fransen van der Putte, oud-minister van Koloniën en overige leden waren (naast Kruys) onder meer W.F. van Erp Taalman Kip, oud-minister van Marine en J.W. Binkes, viceadmiraal.
Hij was daarnaast werkzaam als lid der directie van het Weduwen- en Wezenfonds der militaire officieren bij de zeemacht (tot september 1890).
Aan de Raad van Tucht op de Koopvaardijschepen, waarvan Kruys lid was, was in 1890 opgedragen een onderzoek in te stellen naar de oorzaak van de ramp aan boord van het stoomschip Prins Frederik in de avond van 25 juni van dat jaar in de Golf van Biskaje. De Raad nam de verhoren af maar alle betrokkenen verklaarden dat gedurende de mist die tijdens de aanvaring met de Marpessa aanwezig was geweest alle voorzorgen waren genomen.

### Minister van Marine

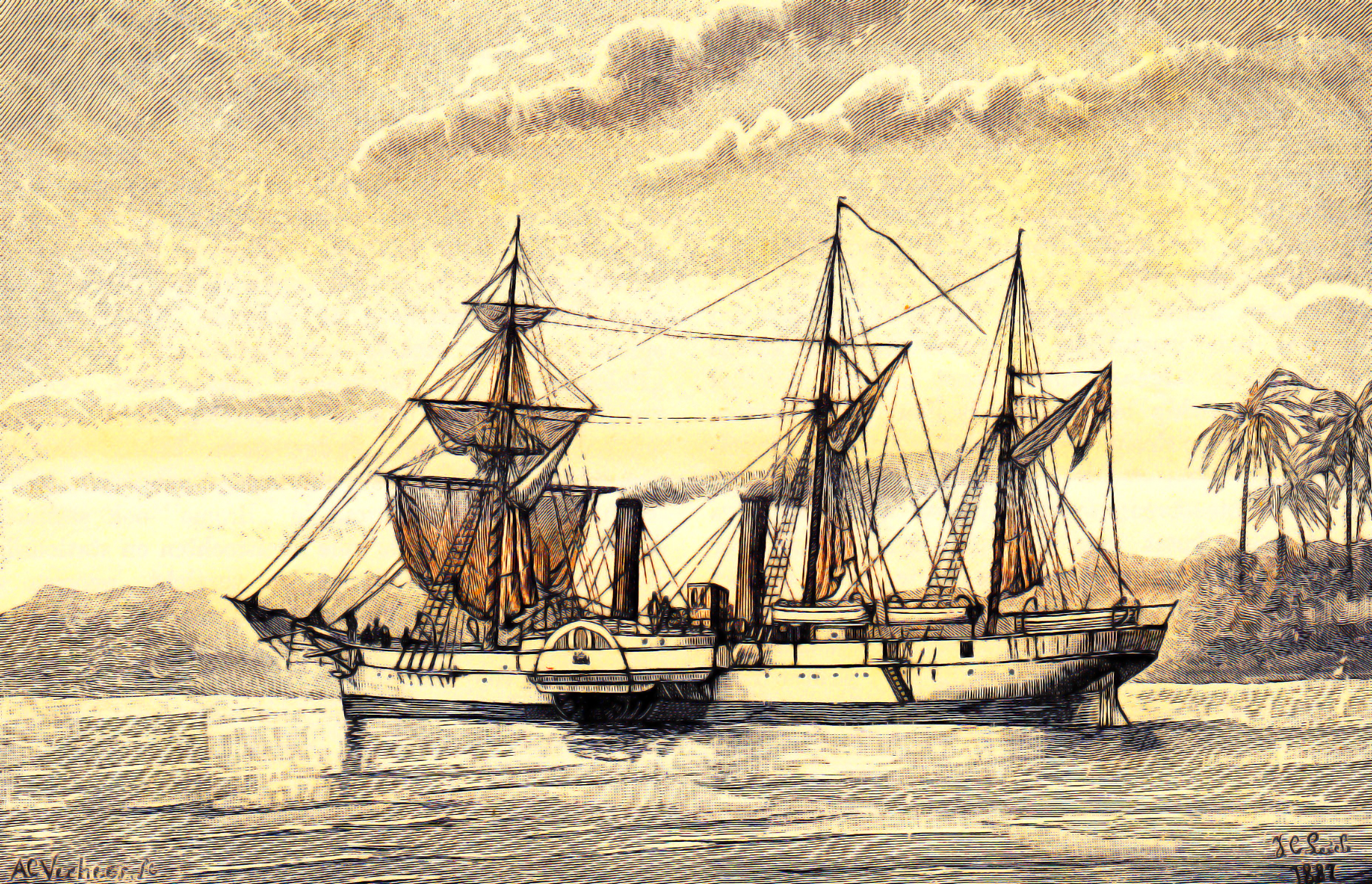
Hr. Ms. stoomschip Bromo, waar Kruys op voer.

Na het ontslag van Minister van Marine H. Dyserinck in het kabinet-Mackay werd Kruys benoemd als diens opvolger (vanaf 31 maart 1891, Kruys was toen de eerste chef van de marinestaf tot 21 augustus, een functie die hij bekleedde als kapitein-ter-zee, alle opvolgers zouden steeds vice-admiraal zijn, tot 2007); hij verdedigde samen met Bergansius - zonder succes - een nieuwe Militiewet, die tot afschaffing van de plaatsvervanging moest leiden. Na de regeringsperiode van het kabinet in juli van datzelfde jaar werd hij (bevorderd tot schout-bij-nacht op 25 mei 1891) per 1 september gedetacheerd bij het Departement van Marine en de betrekking van waarneming van chef van de marinestaf opgedragen. In december van dat jaar werd hij benoemd tot ridder in de Orde van de Rode Adelaar. In juni 1893 vertrok hij tot het opnemen der zeegaten en zeewaters ten westen van Friesland met de Hr. Ms. Schelde naar het noorden. Bij Koninklijk Besluit van 15 februari 1894 werd vice-admiraal Jhr. J.A. Röell eervol ontheven van de betrekking van commandant der zeemacht en chef van het Departement van Marine in Nederlands-Indië en werd Kruys benoemd tot zijn opvolger.
Op 1 augustus 1894 werd hij bevorderd tot vice-admiraal en in augustus 1896 kreeg hij toestemming tot het dragen der versierselen van ridder grootkruis in de Koninklijke Militaire Orde van Saô Bento d’Aviz van Portugal. Het jaar daarop (maart 1897) werd hij lid van het Koninklijk Instituut voor Taal-, Land- en Volkenkunde voor Nederlands-Indië. Kruys werd in 1897 verzocht zijn functie als commandant van de zeemacht ondanks het verstrijken van zijn diensttijd nog een jaar langer te bekleden; aan dit verzoek gaf hij gehoor. Hij werd in de loop van 1898 (1 november) gepensioneerd en als commandant van de zeemacht opgevolgd door viceadmiraal F.J. Stokhuyzen. In het kabinet-Kuyper (1901-1902) werd hij voor de tweede maal benoemd tot Minister van Marine.
Kruys overleed tijdens de periode dat hij Minister was op 12 december om 7 uur 's morgens na een periode van ziekte. Hij werd begraven op Eik en Duinen en als minister ad interim opgevolgd door J.W. Bergansius.

## Familie
Hij had 7 zonen, waarvan er 6 marineofficier waren, waaronder wederom een vice-admiraal (Th.L. Kruys, 1884) en hij had 2 dochters. Een van zijn kleinzoons werd eveneens vice-admiraal (W.J. Kruys, 1906). Zijn halfbroer Hendrik Kruys was a een succesvolle handelaar en ondernemer in Sint-Petersburg. Jan Kruys, de laatste schout en eerste burgemeester van Vriezenveen, was zijn grootvader.

## Onderscheidingen
- Commandeur in de Orde van de Nederlandse Leeuw
- Dienstkruis voor officieren der zeemacht met cijfer XL (veertig jaar)
- Officier in de Orde van de Eikenkroon van Luxemburg (In 1892 vervangen door de Orde van Oranje-Nassau)
- Ridder 3e kl. in de Orde van Sint-Anna van Rusland
- Ridder 1e kl. in de Orde van de Rode Adelaar van Pruisen
- Grootofficier in de Orde van de Witte Olifant van Siam
- Grootkruis in de Koninklijke Militaire Orde van Saô Bento d’Aviz van Portugal.